# Gasdrucknachwirkung
Als Gasdrucknachwirkung bezeichnet man den Effekt, bei dem ein Geschoss unmittelbar nach Austritt aus dem Waffenrohr durch die ausströmenden Pulvergase zunächst noch etwas beschleunigt wird.
Der Geschwindigkeitszuwachs während der Gasdrucknachwirkung beträgt etwa 0,5 % bis 1,5 % der Abgangsgeschwindigkeit, bei der Verwendung von Mündungsbremsen 1 % bis 3 %, bedingt durch eine verlängerte Nachwirkungsdauer.
Weder die Abgangs- oder Mündungsgeschwindigkeit noch die Maximalgeschwindigkeit, beide auf das ruhende Rohr bezogen, stimmen mit der außenballistischen Anfangsgeschwindigkeit überein, sondern diese ist eine angenommene, auf die ruhend gedachte Erdoberfläche bezogene Geschossgeschwindigkeit, mit der das Geschoss das Rohr verlassen müsste, damit ohne Einfluss der Gasdrucknachwirkung die gleiche Geschossflugbahn erhalten wird.